# 105. pehotni polk (Avstro-Ogrska)
Za druge 105. polke glejte 105. polk.
105. pehotni polk je bil pehotni polk avstro-ogrske skupne vojske.

## Zgodovina
Polk je bil ustanovljen leta 1917 med samo vojno (dejansko v zadnjem letu vojne) v sklopu t. i. Conradovih reform, pri čemer je bila sama vojaška sposobnost polka zelo slaba. Sestavljen je bil iz treh bataljonov, ki so jih vzeli iz dotedaj obstoječih polkov.

## Organizacija
Ob ustanovitvi
- 1. bataljon, 44. pehotni polk
- 2. bataljon, 52. pehotni polk
- 3. bataljon, 69. pehotni polk